# Spardose

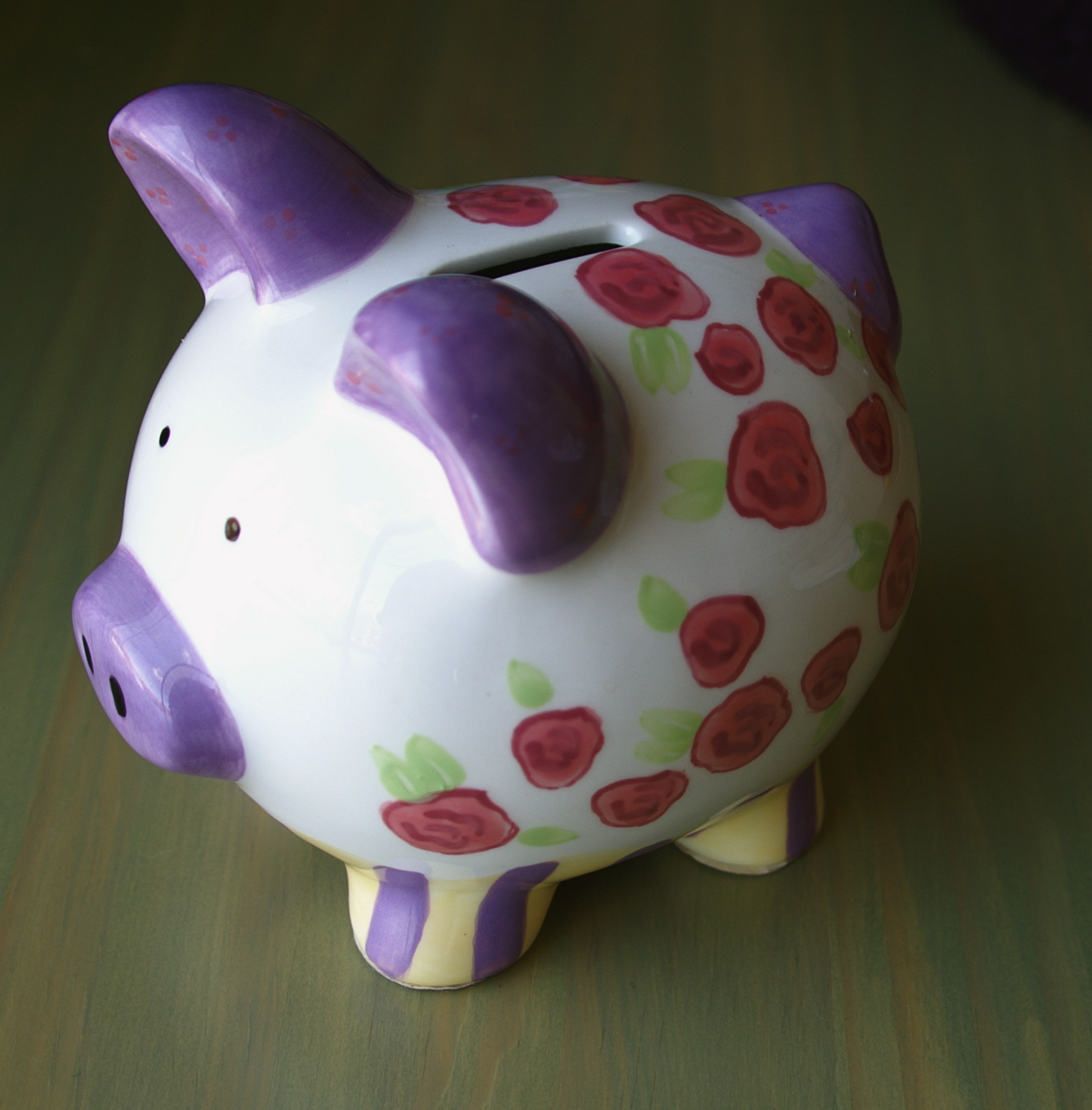
Sparschwein

Eine Spardose oder Sparbüchse (seltener: Spartopf, spezieller auch: Sparschwein) ist ein Behältnis zum Sparen von Münzen durch einfaches Einbringen durch einen dafür vorgesehenen Einwurfschlitz. Das Entnehmen des Ersparten ist dagegen regelmäßig durch einen Verschluss erschwert oder erfordert sogar (bei vielen Keramik-Spardosen) ein Zerschlagen des Objekts.

## Geschichte

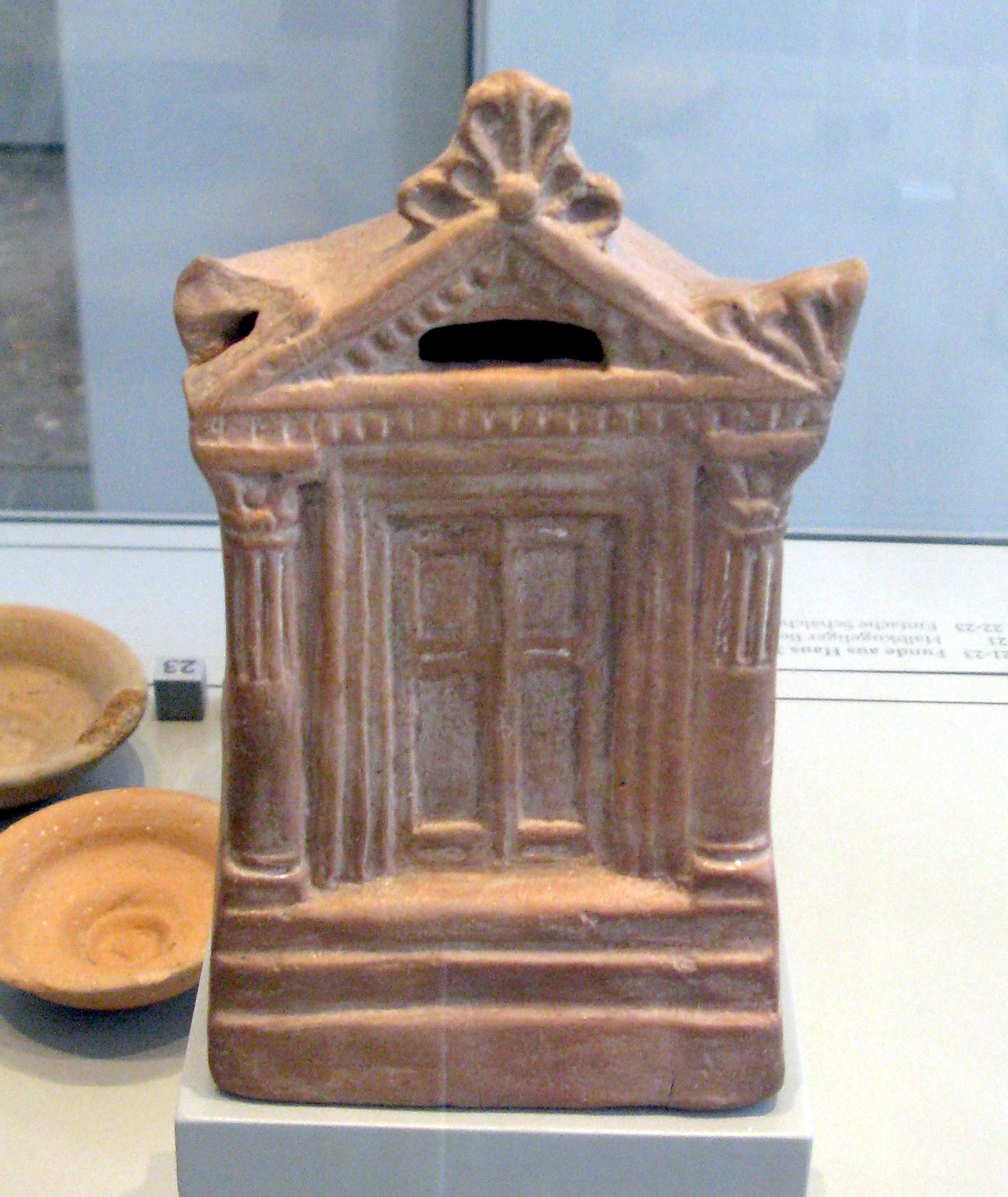
Älteste bekannte Spardose in Form eines Tempels aus Priene, 2. Jahrhundert v. Chr.

Spardosen haben einen engen Bezug zur Geldgeschichte und zur Geschichte des privaten Sparens. Sie haben eine gesellschaftliche und kulturgeschichtliche Bedeutung vor allem für die Zeit, als ein Kontensparen noch nicht möglich war.

### Griechen und Römer
Einer der frühesten Sparbehälter stammt aus dem 2. Jahrhundert v. Chr. und wurde in Priene (mittleres Ionien in der heutigen Türkei) bei der Ausgrabung eines Wohnhauses gefunden. Er ist einem griechischen Schatztempel nachgebildet und besitzt einen Einwurfschlitz für Münzen im Giebelfeld des Tempels. Ein solches Schatzhaus hieß „Thesauros“. Dieses Wort wurde in die romanischen Sprachen übernommen und später entweder zur Bezeichnung des Schatzbehältnisses oder des Schatzes schlechthin. Es übertrug sich auch auf Spardosen und wurde im deutschen Sprachgebrauch schließlich zum Begriff „Tresor“.

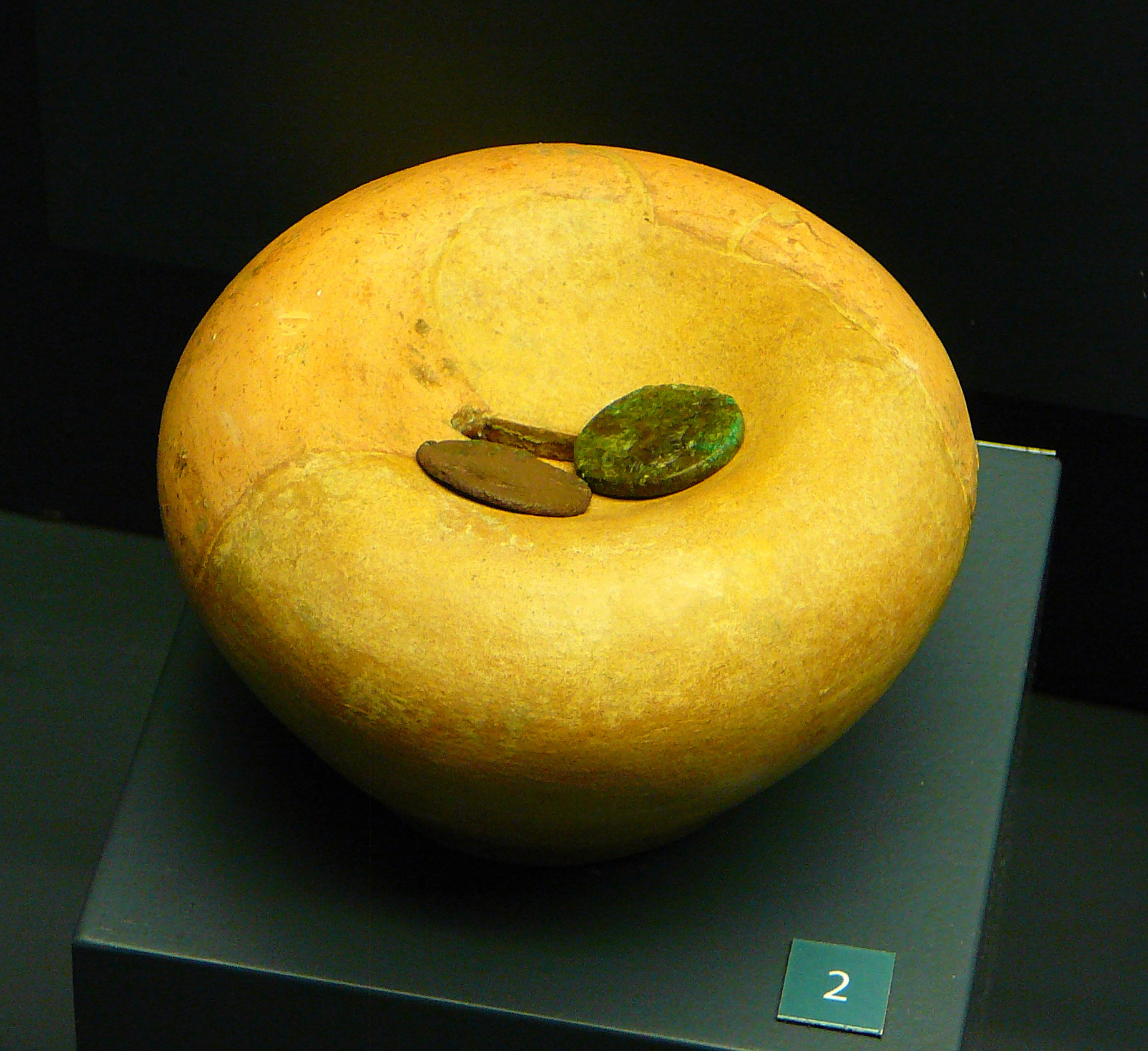
Vasenförmige römische Sparbüchse aus dem 2.–3. Jh. n. Chr.

Die Zahl der Spardosenfunde aus dem Römischen Reich ist außerordentlich groß. Der charakteristische Typ war bei den Römern aus gebranntem Ton und birnenförmig als einfachstes Ergebnis einer Töpferscheibenarbeit.

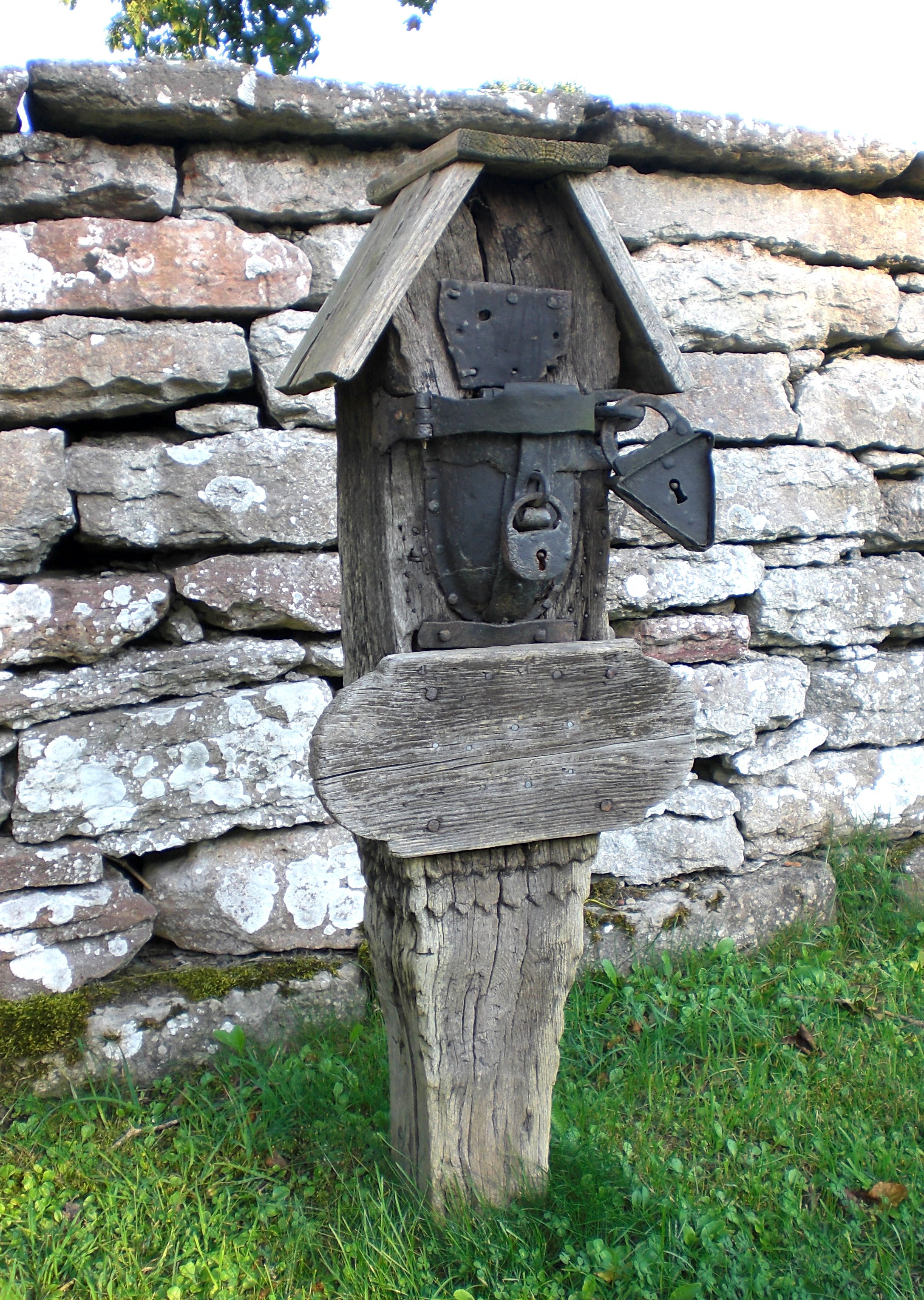
Almosenbehälter vor der Kirche von Långlöt auf Öland

### Mittelalter und Frühe Neuzeit

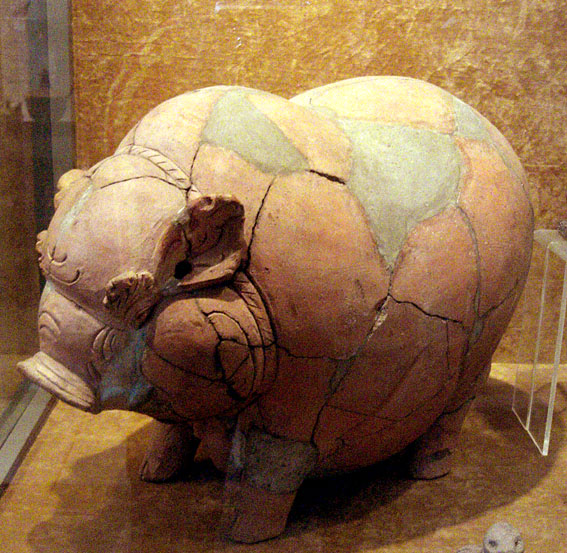
Sparschwein aus Terrakotta, 14./15. Jh., entdeckt in Trowulan, Mojokerto, Ostjava, jetzt im indonesischen Nationalmuseum, Jakarta

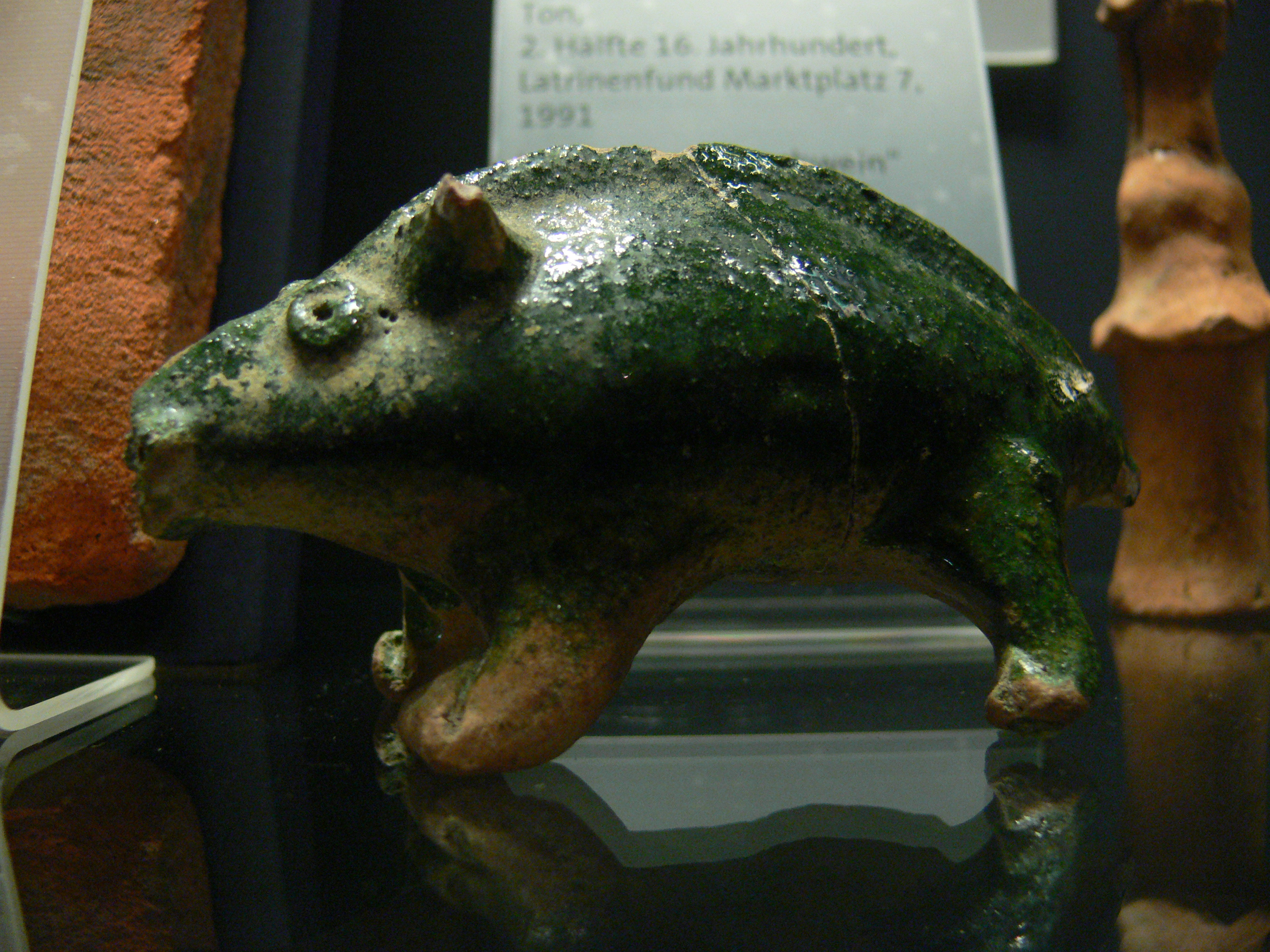
Sparschwein aus Ton (Biberach an der Riß, 16. Jahrhundert)

Aus dem Mittelalter haben vor allem eiserne, schlossbehangene Spardosen die Zeit überdauert. Zum Teil handelt es sich dabei auch um Sammelbehälter mittelalterlicher Zünfte und Bruderschaften zum Zwecke der Armenpflege und anderen Wohltätigkeitsaspekten. Als gebräuchliche Materialien wurden jedoch weiterhin meist Ton und andere Keramikarten genutzt. Auch findet man zunehmend Tierformen als Spardosen.
Besonders bekannt und beliebt ist bis heute das Sparschwein. Das Schwein gilt schon seit früher Zeit als Glücksbringer und Symbol der Fruchtbarkeit, Nützlichkeit und Genügsamkeit. Das hatte einerseits seinen Grund in der hohen Ferkelzahl, zum anderen wurden mit der Verfütterung der Essensreste oder überschüssiger bzw. verderblicher Ernteabfälle des Sommers Schweine gemästet. Sie sicherten so die Protein- und Fettversorgung im Winter. Auch im englischen Sprachgebrauch kennt man das Sparschwein als „Piggy bank“. Das älteste in Deutschland gefundene Sparschwein stammt aus Billeben in Thüringen und wird ins 13. Jahrhundert datiert. Hingegen bleibt diese Schweineplastik im Gegensatz zu dem auf Burg Schweinheim in Euskirchen gefundenen Sparschwein den Beweis dafür schuldig, dass darin Münzen gesammelt worden sind. Das Sparschwein aus Euskirchen wird dem Ritter Spies von Büllesheim zugeordnet, der es um 1576 erfunden haben soll, denn die jüngste in dem Schwein gefundene Münze stammt aus dieser Zeit.
Verwendet wurden in verschiedenen Ländern und Kulturen auch das vorsorgetreibende Eichhörnchen, der Goldesel, der Glück bringende Marienkäfer, der weise Elefant, die auf dem Nest sitzende Henne (Sparhühnchen) und viele weitere Tierarten. Eine seit dem Altertum übliche Spardosenform ist der Bienenkorb als Symbol für fleißiges, unermüdliches Sammeln der Bienen.

### Barock
In der Barockzeit finden wir Spardosen erstmals auch als kostbare Gegenstände von hohem künstlerischen Wert, so z. B. aus feinstem Delfter Porzellan. Auch die Patenschaftsspardosen, die in der Zeit des Rokoko, des Empire, vor allem aber im Biedermeier, im Historismus und in der Zeit des Jugendstils im Bürgertum als Taufgeschenke verehrt wurden (häufig mit Eingravierung des Taufdatums, von Initialen etc.), sind vielfach kunstvolle Juwelierarbeiten aus Silber mit ornamentalen Verzierungen und einem kleinen Vorhängeschloss versehen. Herausragend sind hier vor allem die Arbeiten Wiener Silberschmiede der Biedermeierzeit. Eine beliebte Form war insbesondere das Sparhümpchen mit Henkel, das im Laufe der Zeit zunehmend auch in einfacherer Ausführung aus industrieller Kleinserienfertigung (meist versilbert, Neusilber) günstiger erworben werden konnte und so bei breiteren Schichten der Bevölkerung in Mode kam.

### Moderne Sparbüchsen

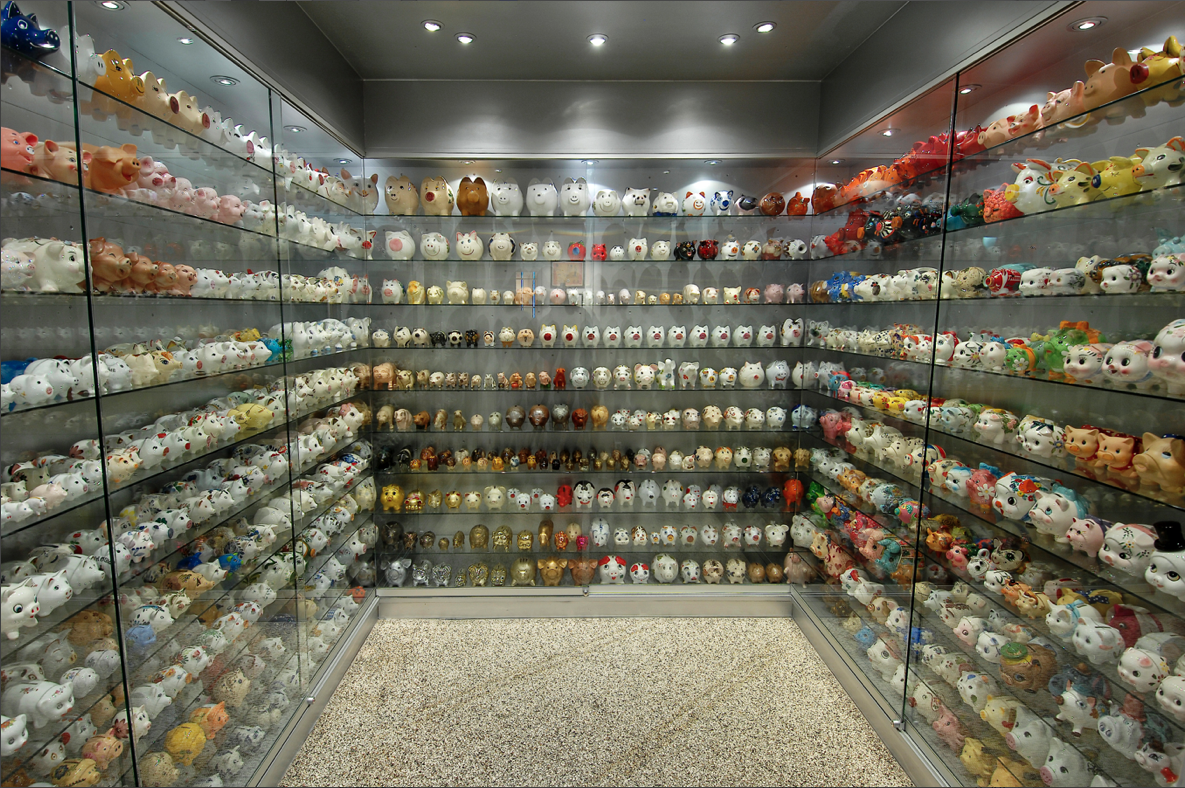
„Schweine-Tresor“: Sammlung von Sparschweinen im Schweinemuseum in Stuttgart

Vor allem in den USA, aber auch in England und Deutschland, wurde im 19. und 20. Jahrhundert eine große Zahl von mechanischen Spardosen entwickelt (und zum Teil auch patentiert), bei denen durch Einwurf einer Münze oder auf Knopfdruck ein Mechanismus in Bewegung versetzt wurde. Die anglo-amerikanischen mechanischen Spardosen sind überwiegend aus Gusseisen (cast iron) gefertigt, während die deutschen primär aus lithographiertem Blech hergestellt wurden. Die einschlägigen Zwecken dienende Missionsspardose (mitunter ironisch „Nickneger“ genannt) erfuhr im 19. Jahrhundert im deutschsprachigen Raum eine weite Verbreitung. Die Spardose gewann durch den Spielzeugcharakter des Objekts auch für die Spielzeugindustrie an Interesse und wurde seit etwa 1890 als Nebenprodukt in das Warenrepertoire bekannter Spielzeughersteller (Rock & Graner, Gebrüder Bing, Märklin, Felix Lasse, Georg Kühnrich, Saalheimer & Strauss, Michael Seidel, Geobra, G. Zimmermann) aufgenommen. Insbesondere von Nürnberg und Umgebung (z. B. Zirndorf), dem weltweit führenden Produktionsstandort für Spielwaren, wurde auch die Export-Nachfrage abgedeckt. Die Industrie machte ab etwa 1900 große Stückzahlen möglich. Sogar unter den „Pfennig-Artikeln“, den Penny Toys, waren Spardosen vertreten. Hergestellt wurden die Blechspardosen weit überwiegend aus Weißblech und im Siebdruckverfahren bedruckt.
Etwa um 1920 begannen Sparkassen, später auch Banken, systematisch mit der Ausgabe von Heimspardosen (meist Heimsparkassetten in schlicht-eleganter Stahlblechausführung), vor allem zur Sparerziehung der Kinder bzw. zum Kleinstsparen. Für diese Spardosen wurde im Sparbuch gewöhnlich ein Pfandvermerk als Sicherheit gegen Verlust und Beschädigung eingetragen, sie waren – zumindest anfangs – also geliehen und gehörten weiterhin dem ausgebenden Kreditinstitut, das auch den passenden Schlüssel, meist einen Einheitsschlüssel, zum Öffnen behielt. Seit 1925 wurden Heimspardosen vor allem anlässlich des Weltspartages an potentielle Kunden im Kindes- und Schulalter – oft auch in Verbindung mit dem Schulsparen – verteilt. Anfang der 1930er Jahre wurden auch sogenannte Sparuhren ausgegeben.
Eine besonders große Variante der Spardose ist der seit den 1920er Jahren nachweisbare Sparschrank, auch als Sparkasten oder Sparkästchen bezeichnet. Die Blech- oder Holzkästen mit mehreren Einwurfschlitzen dienen dem Gemeinschafts- oder Vereinssparen und hängen heute bevorzugt in Gaststätten. Wurden sie früher von Banken zur Kundengewinnung und -bindung kostenlos herausgegeben, müssen sich die Betreiber heute meist selbst um Aufstellung und Unterhalt der Sparschränke kümmern.

## Verwendungszwecke
Die Kreditinstitute nutzen die Spardose auch heute noch zum Zwecke der Werbung. Werbespardosen wurden und werden aber auch von zahlreichen anderen Unternehmen gerne als Spruchgut- und Mentalitätsvermittler genutzt, um auf den Gedanken des Ansparens von Geld für die Anschaffung eines bestimmten Sachgegenstandes aufmerksam zu machen. Kindern wird durch Spielzeugformen auch heute noch die Spardose als Sammeldose vorgestellt. Heute sind diese Spardosen vor allem aus Kunststoff, solche der Andenkenbranche auch aus Keramik und Holz; sie werden mehr und mehr als Souvenirs gehandelt.
Die Spardose ist zum Sammlungsgegenstand geworden.
Die Spendendose ist oft ähnlich wie die Spardose gefertigt, hat aber einen anderen Verwendungszweck.